# Толтенур
Толтену́р (рос. Толтенур, марій. Толтенур) — присілок у складі Марі-Турецького району Марій Ел, Росія. Входить до складу Карлиганського сільського поселення.

## Населення
Населення — 87 осіб (2010; 103 у 2002).
Національний склад (станом на 2002 рік):
- марійці — 98 %